# کپلر-۵۶سی

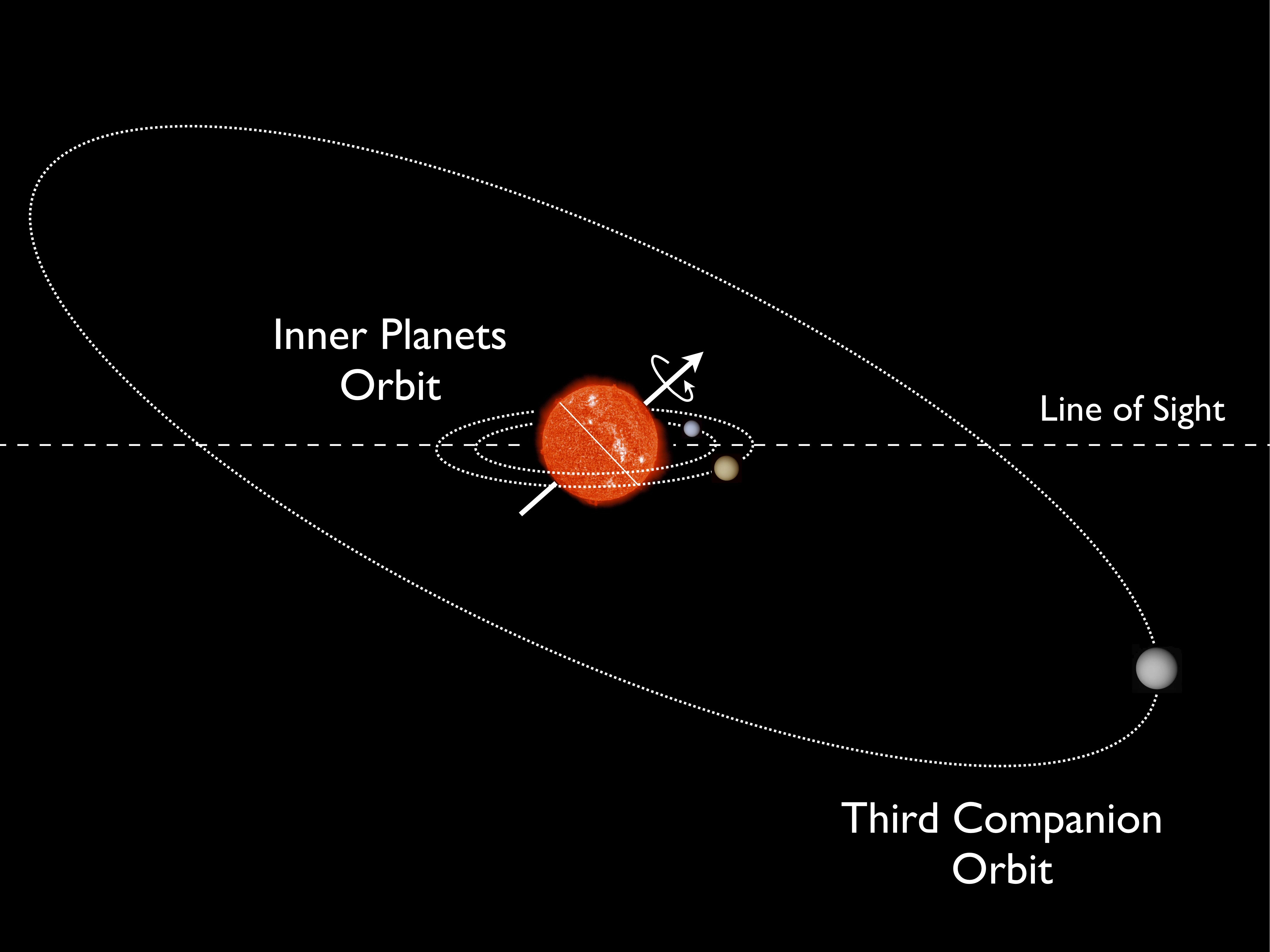
نموداری از منظومهٔ سیاره‌ای کپلر-۵۶سی - اکتبر ۲۰۱۳

کپلر-۵۶سی (انگلیسی: Kepler-56c) یک سیاره فراخورشیدی است به دور کپلر-۵۶ گردش می‌کند. مدار آن حدود ۳۷ درجه انحراف دارد. اگر یک ستاره یا سیاره سوم در نزدیکی آن باشد، این سیاره قابل تشخیص نیست. این ستاره تا ۱۵۵ میلیون سال آینده توسط ستاره میزبان خود یعنی کپلر ۵۶ بلعیده خواهد شد.